# Kraljevec Šemnički
Kraljevec Šemnički is een plaats in de gemeente Radoboj in de Kroatische provincie Krapina-Zagorje. De plaats telt 131 inwoners (2001).